# Władimir Donskoj
Władimir Aleksandrowicz Donskoj (ros. Владимир Александрович Донской, ur. 8 października?/21 października 1903 w Moskwie, zm. 10 września 1954 tamże) – radziecki polityk, ludowy komisarz zapasów ZSRR (1940-1941), członek KC WKP(b) (1939-1947), I sekretarz Chabarowskiego Krajowego Komitetu WKP(b) (1939-1940).
1918-1919 referent i kierownik biura przepustek komitetu wykonawczego rady powiatowej, 1919-1921 w oddziałach żywnościowych w guberni symbirskiej, 1921-1922 słuchacz kursów kadry dowódczej w Symbirsku i fakultetu robotniczego w Bogorodsku (gubernia moskiewska), 1922-1928 kierownik wydziału pracy polityczno-oświatowej powiatowego komitetu Komsomołu, kierownik pododdziału propagandy antyreligijnej, od 1925 w RKP(b), instruktor powiatowego komitetu RKP(b)/WKP(b) w Bogorodsku. 1928-1929 instruktor i zastępca kierownika wydziału kultury powiatowego biura związków zawodowych, kierownik wydziału Państwowego Wydawnictwa, 1929-1931 zastępca kierownika i kierownik wydziału agitacyjno-propagandowego, zastępca sekretarza i kierownik wydziału agitacyjno-masowego powiatowego komitetu WKP(b) w Bogorodsku i rejonowego komitetu WKP(b) w Nogińsku, zastępca przewodniczącego komitetu wykonawczego rady rejonowej w Nogińsku. 1931-1934 instruktor odpowiedzialny Wydziału Agitacyjno-Masowego, potem Organizacyjno-Instruktorskiego Komitetu Obwodowego WKP(b) w Moskwie, od 1934 pomocnik, potem zastępca kierownika Wydziału Organizacyjno-Instruktorskiego KC WKP(b). Od października 1938 do 16 lutego 1939 I sekretarz Biura Organizacyjnego KC WKP(b) w Kraju Chabarowskim, a od 21 lutego 1939 do 2 stycznia 1940 I sekretarz Chabarowskiego Krajowego Komitetu WKP(b). Od 21 marca 1939 do 21 lutego 1947 członek KC WKP(b), od 28 marca 1940 do 5 lipca 1941 ludowy komisarz zapasów ZSRR, pd 5 lipca 1941 do 1946 zastępca przewodniczącego Komisji Kontroli Partyjnej przy KC WKP(b), następnie na emeryturze. Deputowany do Rady Najwyższej Rosyjskiej FSRR I kadencji.